# Huuajärvi
Huuajärvi är en sjö i Kiruna kommun i Lappland och ingår i Torneälvens huvudavrinningsområde. Sjön har en area på 0,152 kvadratkilometer och ligger 421,3 meter över havet. Huuajärvi ligger i Torne och Kalix älvsystem Natura 2000-område.

## Delavrinningsområde
Huuajärvi ingår i det delavrinningsområde (759858-178171) som SMHI kallar för Ovan Ruodusjoki. Medelhöjden är 417 meter över havet och ytan är 58,96 kvadratkilometer. Det finns inga avrinningsområden uppströms utan avrinningsområdet är högsta punkten. Paankijoki som avvattnar avrinningsområdet har biflödesordning 5, vilket innebär att vattnet flödar genom totalt 5 vattendrag innan det når havet efter 403 kilometer. Avrinningsområdet består mestadels av skog (71 procent) och sankmarker (25 procent). Avrinningsområdet har 2,73 kvadratkilometer vattenytor vilket ger det en sjöprocent på 4,6 procent.